# توبيروس
توبيروس (باليونانية: Τόπειρος)‏، (بالتركية: İnhanlı)‏) هي بلدية في وحدة كسانثي الإقليمية، اليونان. تبلغ مساحة البلدية 312.493 كم2. عدد السكان 11,544 (2011). مقر البلدية في إولالون.

## التاريخ
كانت توبيروس مستوطنة ثيراسي قديما، والتي تطورت في العصر الإمبراطوري لتصبح مركزًا حضريًا عظيمًا حتى الفترة البيزنطية. يتم التعرف على المدينة من الآثار الرومانية والبيزنطية الراحلة التي انقذت جنوبًا قليلاً من قرية باراديسوس الحديثة، حيث يوجد ممر لنهر نيستوس. ، حيث يوجد ممر النهر ونستوس. المدينة تعتبر كمركز قبلي وإداري وديني لقبيلة سابياي التراقية.
بفضل موقعه الاستراتيجي، في أوائل القرن الثاني الميلادي، أعاد بناءه الإمبراطورتراجان في أوائل القرن الثاني للميلاد - وبنيت وفقًا للنوع اليوناني من المدن - وفقًا لسياسته الإقليمية التي تهدف إلى توسع تراقيا. ثم كان يعرف باسم Ulpia Topirus في اللاتينية. في حدود أراضيها التي امتدت على ضفتي النهر كانت نيستوس شبكة كثيفة من المستوطنات والقلاع الريفية، وكذلك العديد من المحطات الرومانية عبر إجناتيا.

## صور

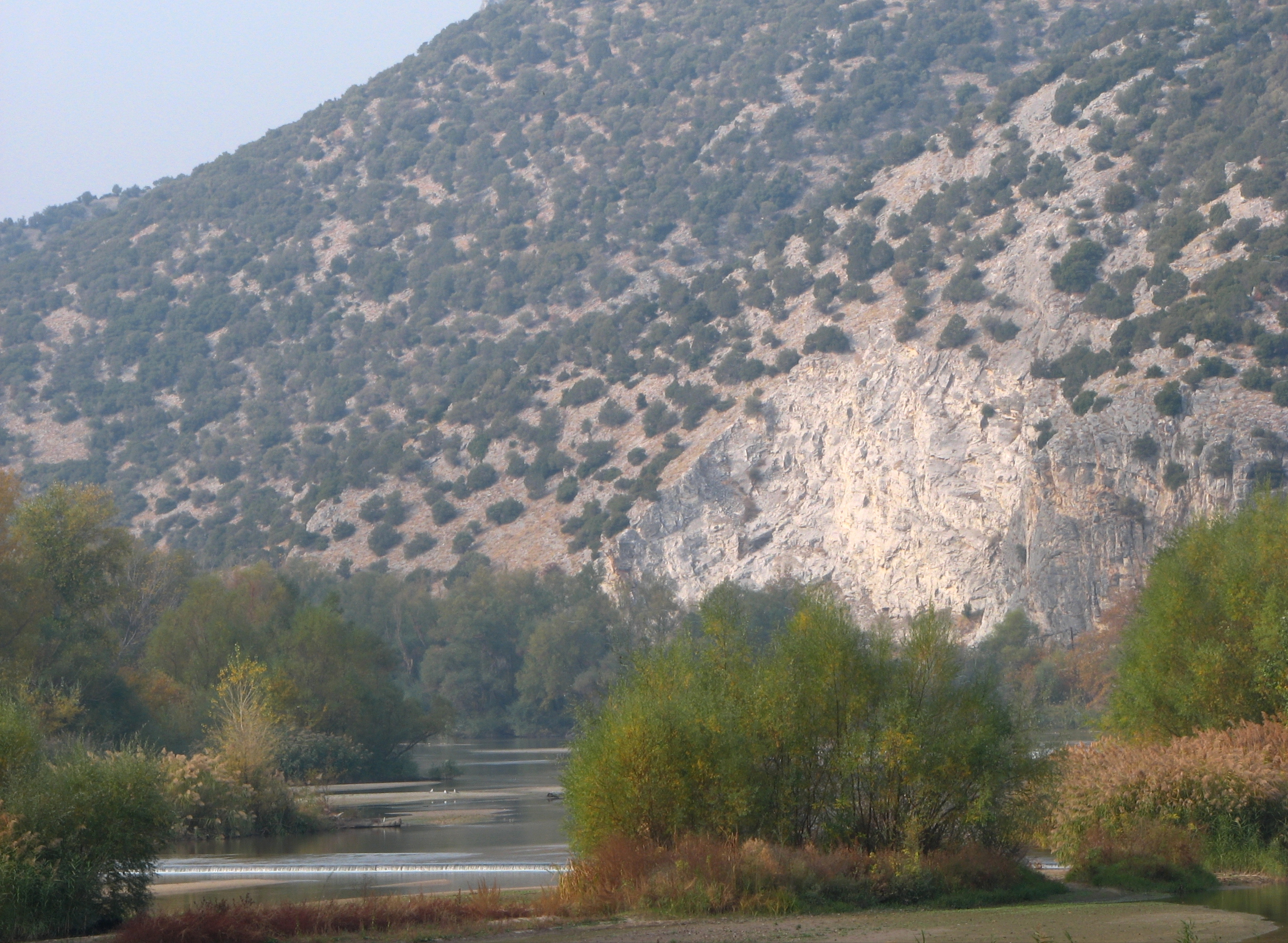
في ممر نيستوس منظر للجبل
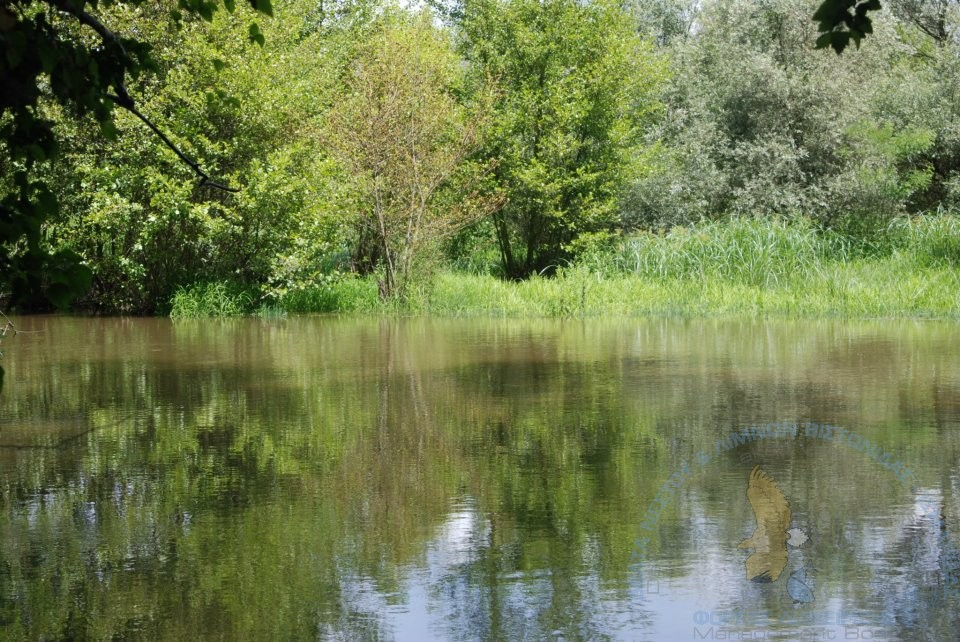
غابة
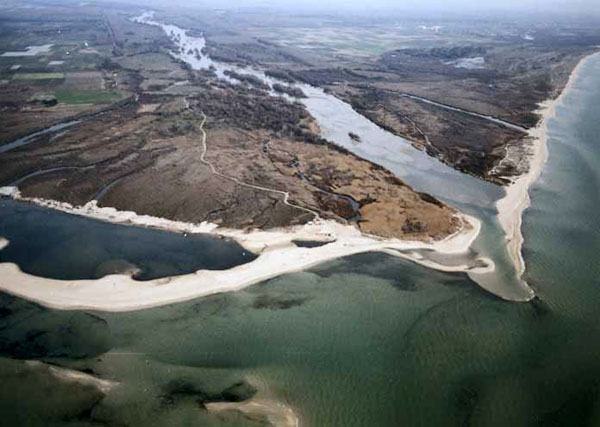
مصب نهر نيستوس
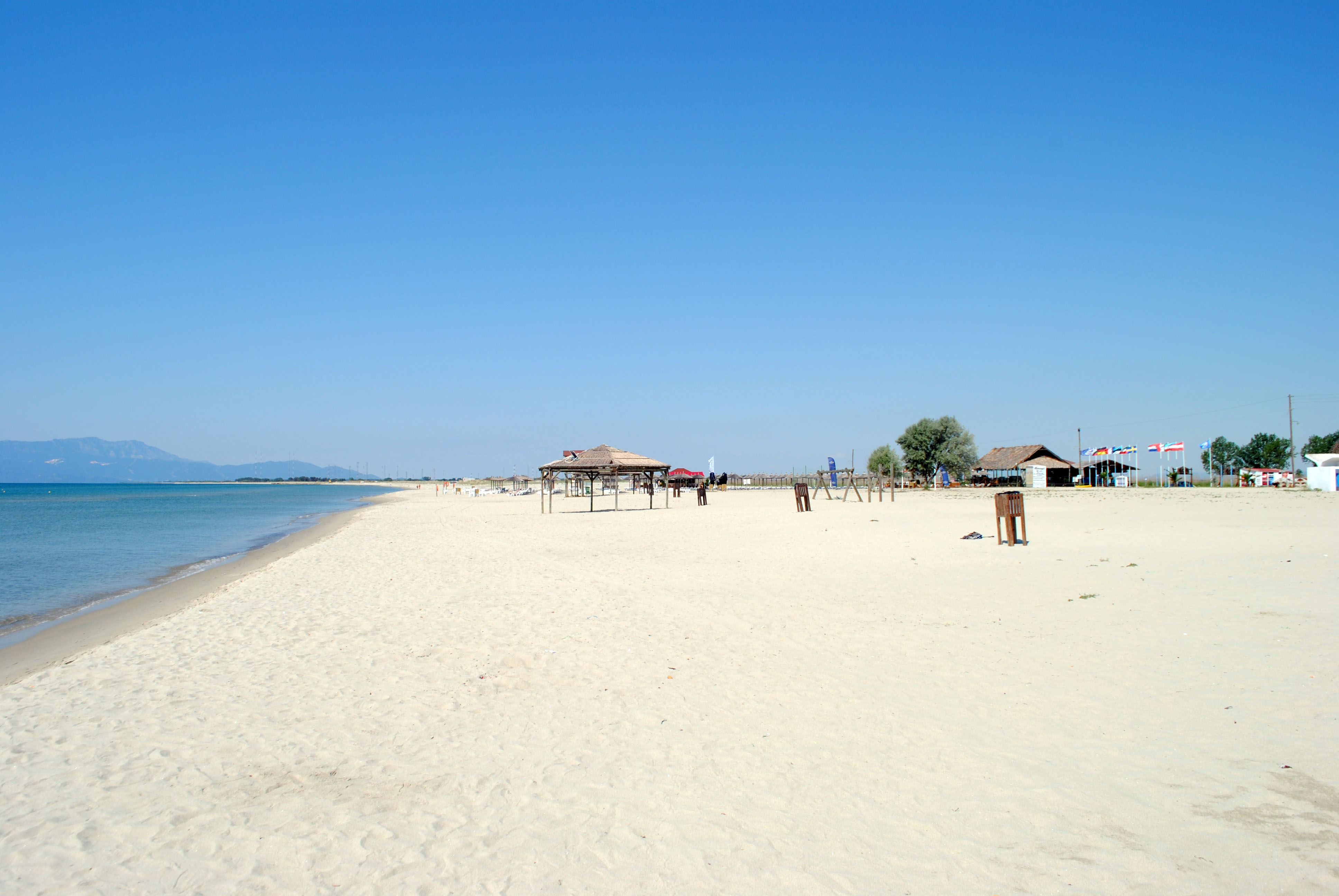
شاطئ مانجانا
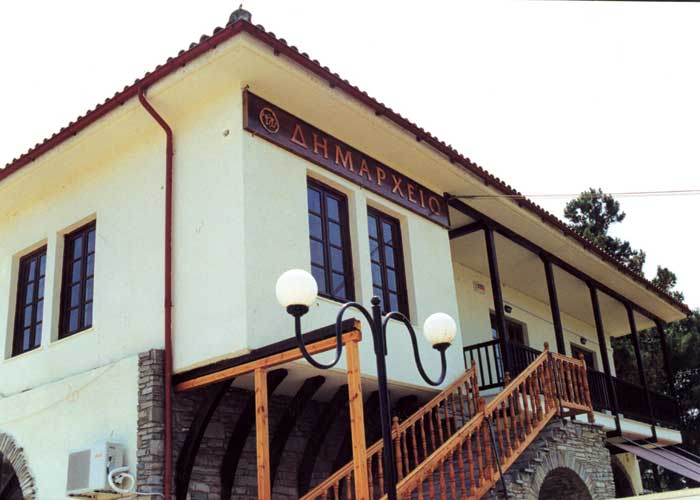
قاعة تاون توبيروس